# James Rudkin
James Rudkin (* 7. Juli 1994 in Northampton) ist ein britischer Ruderer. 2021 gewann er eine olympische Bronzemedaille und 2024 Gold, 2022 wurde er Weltmeister.

## Karriere
Rudkin belegte mit dem britischen Vierer ohne Steuermann den fünften Platz bei den U23-Weltmeisterschaften 2014. Im Jahr darauf belegte er zusammen mit Thomas George den vierten Platz im Zweier ohne Steuermann. Bei den U23-Weltmeisterschaften 2016 gewannen Rudkin und George zusammen mit James Johnston und Lewis McCue die Silbermedaille im Vierer hinter dem Boot aus Österreich.
2017 wechselte Rudkin in den britischen Achter und belegte mit diesem den fünften Platz bei den Europameisterschaften auf dem Ruderkanal Račice. Vier Monate später bei den Weltmeisterschaften 2017 in Sarasota gewannen die Briten das B-Finale und belegten in der Gesamtabrechnung den siebten Platz. Auch 2018 bei den Europameisterschaften in Glasgow belegte der britische Achter den fünften Platz. Die Weltmeisterschaften 2018 in Plowdiw fanden nur anderthalb Monate nach den Europameisterschaften statt. Der britische Achter mit James Rudkin, Alan Sinclair, Tom Ransley, Thomas George, Mohamed Sbihi, Oliver Wynne-Griffith, Matthew Tarrant, William Satch und Steuermann Henry Fieldman belegte den dritten Platz hinter dem Deutschland-Achter und den Australiern. 2019 bei den Europameisterschaften in Luzern startete der britische Achter in der Besetzung Thomas Ford, James Rudkin, Thomas George, Mohamed Sbihi, Jacob Dawson, Oliver Wynne-Griffith, Matthew Tarrant, Josh Bugajski und Henry Fieldman. Die Briten gewannen die Silbermedaille hinter dem Deutschland-Achter und vor den Niederländern. Bei den Weltmeisterschaften siegten die Deutschen vor den Niederländern und den Briten. 2021 gewann der britische Achter bei den Europameisterschaften in Varese vor den Rumänen und den Niederländern. Bei den Olympischen Spielen in Tokio siegte der Achter aus Neuseeland vor dem Deutschland-Achter und den Briten.
2022 bei den Europameisterschaften in München gewann Rudkin mit dem britischen Achter den Titel vor den Niederländern. Einen Monat später siegten die Briten bei den Weltmeisterschaften in Račice u Štětí ebenfalls vor den Niederländern. Bei den Europameisterschaften 2023 in Bled gewann die Crew vor den Rumänen und den Niederländern. Drei Monate später bei den Weltmeisterschaften in Belgrad siegte der britische Achter vor den Niederländern und den Australiern. 2024 gewann der britische Achter bei den Europameisterschaften in Szeged mit über zwei Sekunden Vorsprung vor dem Deutschland-Achter. Drei Monate später bei den Olympischen Spielen in Paris siegten die Briten mit einer Sekunde Vorsprung vor den Niederländern. 